# Васил Рапотика
Васил Христо Рапотика (на гръцки: Βασίλειος Χρήστου Ραποτίκας, понякога Ραπουτίκας, на арумънски: Vasil Rapotika) е арумънски революционер, водач на Римския легион, спонсорирана от Италия арумънска паравоенна организация, действала в Северозападна Гърция в годините на окупацията през Втората световна война.

## Биография
Роден е в костурското влашко село Грамоща в 1888 г. в семейството на участник в Гръцката пропаганда в Македония. С брат си Васил се заселва в село Делерия, Тирнавско. В 1928 година си купува къща в село Родия. Занимава се с овчарство и притежава много овце. Лятото е на Пинд, а зимата - в южните склонове на Олимп. Занимава се и с кражби. След окупацията на Гърция през Втората световна война се свързва с Никола Матуси и става член на Римския легион. Познанствата му в много селище на Тесалия, Македония и Епир го правя отличен командващ. Рапотика набира първите членове и създава първите въоръжени чети на Легиона, които се отличават със своята жестокост. Четите на Рапотика обикалят влашките и гръцките села, събират оръжия, конфискуват храни и набират членове на Легиона, като навсякъде провеждат проиталианска пропаганда. През лятото на 1943 година с измама е заловен от бойци на ЕЛАС по пътя между селата Гризано и Циоти и е убит.